# Арганда-дель-Рей
Арганда-дель-Рей (ісп. Arganda del Rey) — муніципалітет в Іспанії, у складі автономної спільноти Мадрид. Населення — 53 135 осіб (2010).
Муніципалітет розташований на відстані близько 25 км на південний схід від Мадрида.
На території муніципалітету розташовані такі населені пункти: (дані про населення за 2010 рік)
- Арганда: 46163 особи
- Пуенте-де-Арганда: 177 осіб
- Ель-Кампільйо: 0 осіб
- Ла-Серна: 0 осіб
- Лос-Вільярес: 6795 осіб

## Демографія
Динаміка населення (INE ):

## Галерея зображень

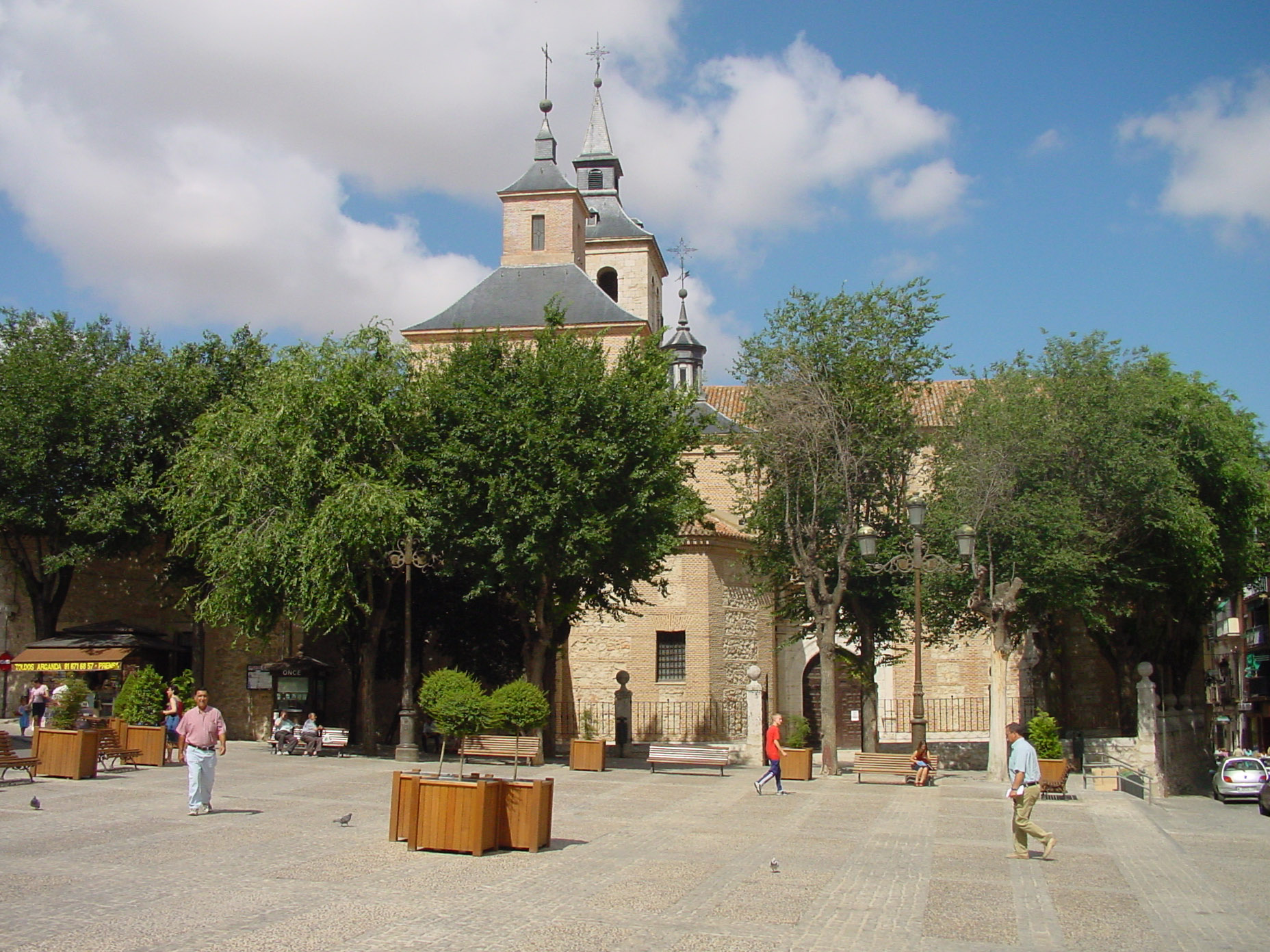
Пласа-де-ла-Констітусьйон і церква Сан-Хуан-Баутіста
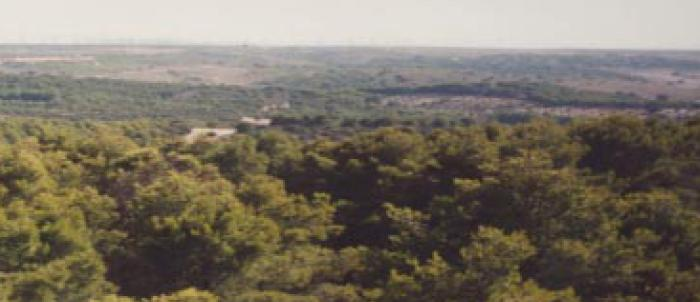
Vista de la Dehesa del Carrascal
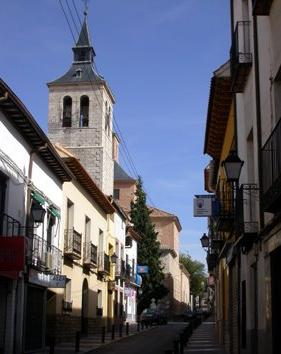
Церква Сан-Хуан-Баутіста
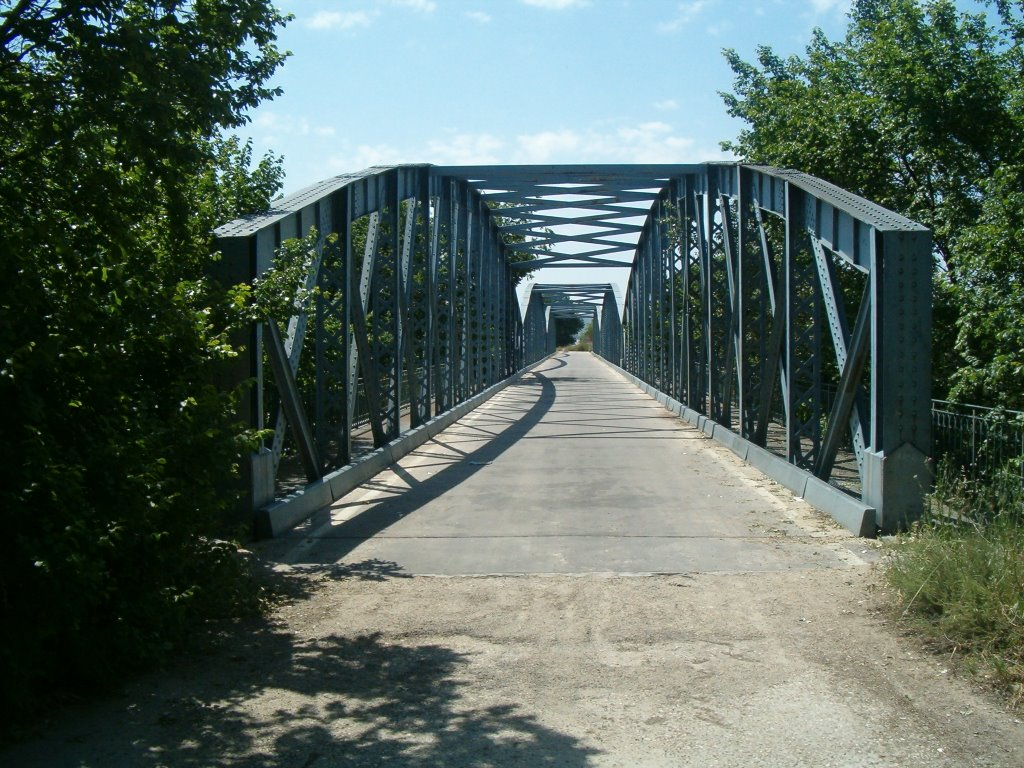
Міст у Арганді
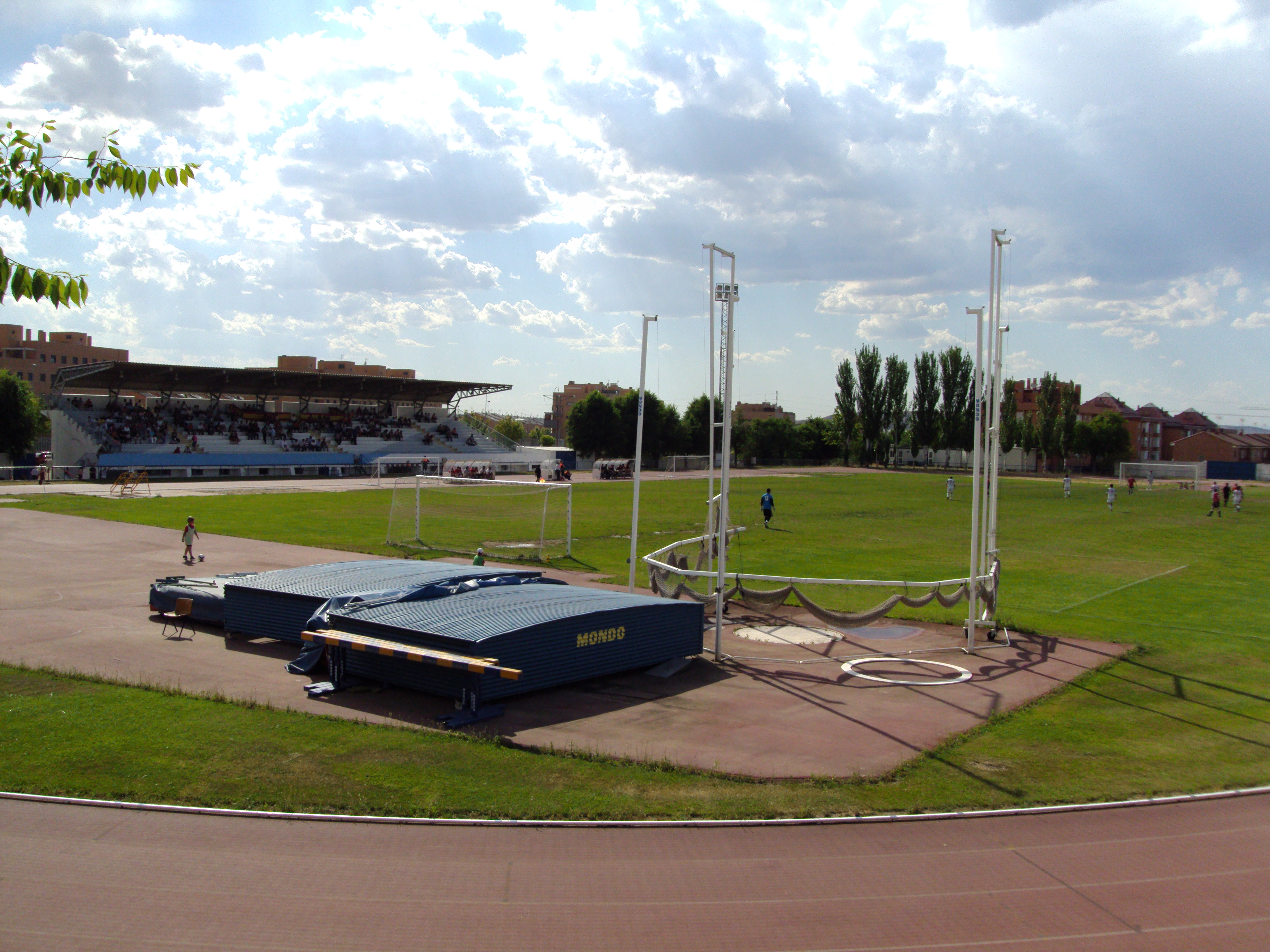
Муніципальний стадіон